# Championnat de La Réunion de football 1989
Navigation
Édition précédente Édition suivante
Le Championnat de La Réunion de football 1989 est la 40e édition de la compétition. Il a été remporté par la JS Saint-Pierroise.

## Classement
| Rang | Équipe                  | Pts | J  | G  | N  | P  | Bp | Bc | Diff |
| ---- | ----------------------- | --- | -- | -- | -- | -- | -- | -- | ---- |
| 1    | JS Saint-Pierroise (C)  | 64  | 26 | 15 | 8  | 3  | 50 | 16 | +34  |
| 2    | CS Saint-Denis          | 60  | 26 | 15 | 4  | 7  | 41 | 21 | +20  |
| 3    | USS Tamponnaise         | 58  | 26 | 13 | 6  | 7  | 34 | 24 | +10  |
| 4    | SS Saint-Louisienne (T) | 57  | 26 | 10 | 11 | 5  | 36 | 27 | +9   |
| 5    | SS Gauloise (P)         | 54  | 26 | 8  | 12 | 6  | 31 | 29 | +2   |
| 6    | SS Saint-Pauloise       | 52  | 26 | 9  | 8  | 9  | 46 | 37 | +9   |
| 7    | SS Patriote             | 51  | 26 | 9  | 7  | 10 | 24 | 29 | -5   |
| 8    | US Possession           | 50  | 26 | 7  | 10 | 9  | 28 | 30 | -2   |
| 9    | FC Ouest                | 50  | 26 | 7  | 10 | 9  | 37 | 40 | -3   |
| 10   | SS Capricorne           | 50  | 26 | 8  | 8  | 10 | 23 | 36 | -13  |
| 11   | USSA Léopards           | 48  | 26 | 8  | 6  | 12 | 27 | 36 | -9   |
| 12   | US Cambuston (P)        | 46  | 26 | 6  | 8  | 12 | 22 | 38 | -16  |
| 13   | US Sainte-Anne          | 45  | 26 | 7  | 5  | 14 | 27 | 43 | -16  |
| 14   | US Bénédictine          | 43  | 26 | 3  | 11 | 12 | 22 | 42 | -20  |

|  | Relégation en 2e division |